# Наркотик изнасилования
Наркотик изнасилования (англ. date-rape drug) — это любое биологически активное вещество (наркотик), которое делает другого человека недееспособным и уязвимым для сексуального насилия, включая изнасилование. Одним из наиболее распространенных инкапаситирующих средств при изнасиловании на свидании является этанол, который принимается жертвой без её ведома или добровольно и делает жертву неспособной принимать осознанные решения или давать согласие.

## Частота
Исчерпывающих данных о частоте сексуального насилия с использованием тайного введения наркотиков не существует, что объясняется частотой сообщений о насилии и тем, что жертвы изнасилования, которые сообщают об этом, часто либо не тестируются на наличие этих веществ, либо тестируются на неправильные вещества, либо тесты проводятся после того, как наркотик метаболизировался и вышел из организма.
В 1999 году исследование 1179 образцов мочи жертв сексуального насилия, предположительно совершённого при помощи наркотиков, проведённое в 49 американских штатах, показало, что шесть (0,5%) образцов были положительными на рогипнол, 97 (8%) — на другие бензодиазепины, 48 (4,1%) — на ГОМК, 451 (38%) — на алкоголь и 468 (40%) — отрицательными на любой из искомых наркотиков. В 2002 году аналогичное исследование 2003 образцов мочи жертв предполагаемых сексуальных нападений с применением наркотиков показало, что менее 2% из них дали положительный результат на рогипнол или ГОМК. Образцы, использованные в этих исследованиях, могли быть проверены только в течение 48—72 часов.
В ходе трехлетнего исследования, проведённого в Великобритании, в моче двух процентов жертв, подозреваемых в сексуальном насилии с применением наркотиков, были обнаружены седативные или дезингибирующие препараты, которые, по словам жертв, они добровольно не принимали. В 65% из 1014 случаев, включённых в это исследование, тестирование не могло быть проведено в сроки, позволяющие обнаружить ГОМК.
Австралийское исследование 2009 года показало, что из 97 случаев госпитализации пациентов, которые считали, что в их напитки могли подмешать наркотики, запрещённые вещества были обнаружены в 28% образцов, а девять случаев были определены как «вероятные случаи подмешивания в напитки».